# Coldstream (British Columbia)
Coldstream ist eine Kleinstadt im nördlichen Okanagan Valley in British Columbia, Kanada. Die Bezirksgemeinde (englisch district muncipality) liegt 7 Kilometer südöstlich von Vernon. Die Gemeinde gehört zum Regional District of North Okanagan und ist, obwohl nicht die größte Gemeinde im Bezirk, Sitz der Bezirksverwaltung. Südwestlich der Gemeinde liegt der Kalamalka Lake sowie der Kalamalka Lake Provincial Park.

## Geschichte
Ursprünglich wurde das Land von den First Nations besiedelt. In der Gegend lebten und leben sowohl die Okanagan als auch die Secwepemc. Daher finden sich hier und im Umland auch geschichtliche Hinweise auf diese.
Der Name rührt von einer Farm her, die von ihrem Besitzer Coldstream Ranch genannt wurde. Nach dem Gründer der Farm, Charles Frederick Houghton, gehörte diese später auch John Hamilton-Gordon, 1. Marquess of Aberdeen and Temair, einem der Generalgouverneure von Kanada.

## Demographie
Der Zensus im Jahr 2016 ergab für Coldstream eine Bevölkerungszahl von 10.648 Einwohnern, nachdem der Zensus 2011 für die Gemeinde eine Bevölkerungszahl von 10.314 Einwohnern ergeben hatte. Die Bevölkerung nahm damit im Vergleich zum letzten Zensus im Jahr 2011 um 3,2 % zu und ist damit leicht geringer gegenüber dem Provinzdurchschnitt, mit einer Bevölkerungszunahme von 5,6 %, gewachsen.
Zum Zensus 2016 lag das Durchschnittsalter der Einwohner bei 43,6 Jahren, während es in der Provinz bei 42,3 Jahren lag. Das Medianalter der Einwohner wurde mit 47,7 Jahren ermittelt. Das Medianalter aller Einwohner der Provinz lag 2016 bei nur 43,0 Jahren. Damit ist die Bevölkerung hier deutlich älter als in der restlichen Provinz.

## Bildung
Coldstream gehört zu School District #22 – Vernon in Vernon. In der Kleinstadt finden sich verschiedene Schulen, dies sind zwei elementary school und eine secondary school.

## Politik
Die Zuerkennung der kommunalen Selbstverwaltung für die Gemeinde erfolgte am 21. Dezember 1906 (incorporated als District Municipality ) unter dem Namen The Corporation of the District of Coldstream.

## Wirtschaft
Aus seiner Geschichte heraus waren ursprünglich die Land- und Forstwirtschaft die wichtigsten Wirtschaftszweige in Coldstream. Heute sind die meisten der Bewohner im Bereich Gesundheits- und Pflegewesen (15,2 % der Beschäftigten), Handel (12,3 %) sowie dem herstellenden Gewerbe (11,7 %) beschäftigt.

## Verkehr
In Ost-West-Richtung passiert der Highway 6 durch das Stadtgebiet von Coldstream. Ebenfalls in Ost-West-Richtung passiert eine Eisenbahnstrecke der Canadian Pacific Railway die Gemeinde.
Die Stadt hat keinen eigenen Flughafen, sondern ist nur über die Flughäfen der umliegenden Gemeinden zu erreichen.